# Half-Life 2
Half-Life 2 (стилизовано као HλLF-LIFE2) је видео игра односно пуцачина из првог лица коју је развила и објавила Валв корпорација. То је наставак видео игре Half-Life из 1998. године и објављена је у новембру 2004. године какон петогодишњег развоја који је коштао 40 милиона долара. За време развијања, значајан део пројекта је процурео и дистрибуиран на Интернет. Игра је развијана паралелно са Валв-овим Стим-ом и Сорс енџином.
Радња игре се дешава неколико година након дешавања из Half-Life. Протагонист Гордон Фримен је пробуђен од стране загонетног G-Man-а да би сазнао да је свет покорен од стране ванземаљаца Combine. Удружен са савезницима укључујући и борца за слободу Аликс Венс, Гордон тражи начин да ослободи човечанство користећи различита оружја, укључујући и оружје за манипулацију објектима, Gravity Gun.
Half-Life 2 је примио значајна критичка признања. Похваљен је за његову напредну физику, анимацију, звук, вештачку интелигенцију, графику и нарацију. Игра је освојила 39 "Game of The Year" награда и наслов "Game of The Decade" на Spike Video Game Awards 2012. године и широко се сматра да је једна од најбољих и најзначанијих видео игара свих времена. Преко 6,5 милиона копија је продато у продавницама до децембра 2008. године (не укључујући Стим сервис). До фебруара 2011. године, Half-Life 2 је продао преко 12 милиона копија.

## Гејмплеј
Као његов претходник, Half-Life 2 је пуцачина из првог лица за једног играча, подељена у неколико поглавља, трајно приказујући играча као протагониста Гордона Фримена. Наставак је имао сличне механизме као Half-Life, укључујући здравље-оружје системе и повремене физичке загонетке, осим што наставак користи новији Сорс енџин и знатно побољшану графику. Играч такође почиње без икаквог оружја и полако гради свој арсенал кроз ток игре. Без обзира на линеарну природу игре, много труда је уложено у то да се истраживање околине направи интересантно и награђујуће; много опционих области може бити пропуштено или избегнуто.
Разноврстан сет непријатеља је присутан, који обично захтевају да им се супроставите са различитим тактикама: неки координирају у групи да би окружили и надмудрили играча, други, као што је Manhack, лете директно да играча кроз мале отворе и уске пролазе. Остали користе предвидљиве али снажне нападе, док се неки сакрију пре него што оштро нападну играча. Гордон може убити већину непријатеља користећи његово оружје или да користи индиректна средства, искоришћавајући опасности у окружењу као што су запаљиви канистери под притиском, гасни пожари или импровизоване замке. У неким деловима игре, Гордону се могу придружити до четири наоружана припадника отпора или лекара и он може послати свој тим даље од себе или их позвати назад.
Многе нове особине игре користе њену детаљну физичку симулацију. Две секције игре укључују вожњу возила. Уместо загонетки из Half-Life, које су биле оријентисане на тастере, загонетке у околини су такође представљене са импровизованим механичким система, који се заснивају на нове могућности играча да подигне, помери и спусти објекте. Решења укључују физичке особине објекта као што су облик, тежина и особине плутања. На пример, у подглављу три, "Route Canal", играч је приморан да слаже бетонске блокове на импровизованој ваги да би могао да настави преко зида. Алтернативно, играч може да направи степенице са бетонским блоковима, тако да загонетка може бити решена на више начина.
На пола пута кроз игру, Гордон стиче Gravity Gun, који му дозвољава да привуче удаљене објекте или силно да их одгурне, као и способност да манипулише са гломазнијим и тежим објектима које он без тог оружја не може да контролише. Ове способности се захтевају у каснијим загонеткама. Такође, ово оружје можете да искористите у борби, тако што сваки нестатички објекат у домету играча има потенцијал да буде искоришћен као импровизована одбрана односно напад нпр. орман, смртоносни пројектил, канта бензина или нож циркуларне тестере.
Игра никад не прекида играча са предефинисаним сценама, прича се наставља кроз излагања других карактера и догађаја у свету, и играч је у могућности да контролише Гордона кроз целу игру. На велики део позадинске приче игре се једноставно алудира, или је речено кроз околину.

## Заплет
Неколико година након што су Гордон Фримен и остали научници случајно отворили портал ка димензији непријатељских ванземаљаца на Black Mesa Research Facility, Фримен је пробуђен из "мировања" од стране мистериозног G-Man-а. Портал је привукао пажњу Combine-а, технолошки супериорније мултидимензијалне империје која је освојила Земљу за седам сати. Combine је увела бруталну полицијску државу односно диктатуру тако што је биолошки асимилирала људе и друге врсте, и спречава људе да се множе преко "поља за сузбијање". G-Man убацује Гордона у воз који стиже у City 17, главни град Combine Citadel-a, где др. Валас Брин, бивши администратор из Black Mesa који је преговарао Земљину предају, управља као Combine-ов квислинг.
Након успешног избегавања Combine снага, Гордон се придружује члановима отпора укључујући Барнија Калхоуна, бивши члан обезбеђења из Black Mesa који тајно ради као Combine полицајац; др. Ели Ванс, бивши научник из Black Mesa и вођа отпора; Аликс Венс, Елијева ћерка, и др. Клајнер, чудни научник из Black Mesa. Након неуспешног покушаја телепорта до базе отпора, Black Mesa East, из Клајнерове импровизоване лабораторије, Гордон наставља пешке кроз систем градске канализације. Убрзо стиче моторни чамац и бори се на његовом путу до Black Mesa East, неколико километара од града.
Гордон се састаје са др. Ели и упознаје још једног научника отпора, др. Џудит Мосман. Аликс упознаје Гордона са њеним робот кућним љубимцем D0g-ом и даје му "Gravity Gun", инструмент помоћу кога је могуће манипулисати гломазнијим објектима. Black Mesa East је убрзо изложен нападу Combine снага и Ели и Мосман су одведени у Nova Prospekt, Combine-ов затвор. Након што је раздвојен од Аликс, Гордон се пробија кроз град у коме је избила масовна зараза зомбија, Равенхолм, потпомогнут од стране његовог последњег преживелог, оца Григори. Након бега из града, Гордон открива склониште отпора, и користи импровизовани "баги" да би прешао преко распалог приобланог пута до Nova Prospekt, срећући Combine патроле и помажући јединицама отпора да одвију нападе Combine-а.
Гордон започиње опсаду Nova Prospekt тако што користи феромонске љуске да би командовао хордама ванземаљским антлајонама које заузимају обалу. Поново се удружује са Аликс у затвору и проналазе Елија, али откривају да је др. Мосман доушник Combine-а. Пре него што су покушали да је зауставе, Мосман телепортује себе и Елија назад у Citadel City-ја 17. Combine-ов телепортер експлодира наком што су га Аликс и Гордон искористили да побегну из Nova Prospekt.
Након поврата у Клајнерову лабораторију, Гордон и Аликс сазнају да је телепортер отказао и да је недељу дана прошло од тад. За време њихове одсутности, отпор се мобилисао против Combine-а. У борби, Аликс је ухваћена од стране Combine снага и одведена у Citadel. Гордон се бори на његовом путу до Citadel са помоћу D0g-а и Барнија. Он је ухваћен у Combine-овој "конфискацијској комори" која му уништава цео арсенал оружја сем Gravity Gun, који је грешком суперпојачан од стране "поља силе", дозвољавајући му да подигне Combine-ове војнике.
Гордон је ухваћен у Combine-овој транспортној љусци и одведен у Бринову канцеларију, где он и Мосман чекају са Елијем и Алкс који су заробљени. Брин објашњава његове планове за даље покоравање човечанства од стране Combine-а, супротно од онога шта је рекао др. Мосман. Љута, Мосман ослобађа Гордона, Аликс и Ели пре него што Брин може да покуша да их телепортује са овог света. Брин покушава да побегне кроз портал, али Гордон уништава реактор портала са Gravity Gun. Пре него што је Citadel уништен у енормној експлозији, време је замрзнуто. G-Man се поново појављује, захваљујући Гордону на његовим радњама у City 17. Спомињајући "понуде за [Гордонове] услуге", G-Man га поново враћа у стање мировања.

## Развој
За Half-Life 2, Валв је развио нови енџин за видео игре, Сорс, који управља игриним визуелним, аудио елементима и артифицијалном интелигенцијом. Сорс енџин долази упакован са тешко измењеним Havoc енџином за физику који дозвољава даљу интерактивност. Када је удружен са Стимом, додавање нових особина постаје лако. Један такав пример је рендеровање високо-динамичког опсега, који је Валв први пут представио у бесплатном нивоу назива "Lost Coast" за власнике Half-Life 2. Још неколико игрица користи Сорс енџин, укључујући Day of Defeat: Source и Counter-Strike: Source. Обе игре су развијене од стране Валва.
Много елемената је исечено из игра. Half-Life 2 је првенстено требало да буде мрачнија игра, где је Combine много очигледније исушивао окене због минерала и мењао атмосферу са штетним, мрачним гасовима. Nova Prospekt је првенствено требало да буде мала Combine жележничка остава саграђена на старом затвору на ледини. Постепено, Nova Prospekt је растао од једне пролазне станице до главне дестинације тог дела игре.

### Цурење
Валв је најавио Half-Life 2 на E3 у мају 2003. године, где је добио неколико награда за најбољу најаву. Првенствено планирано да изађе у септембру 2003. године, игра је одложена због упада у Валвову унутрашњу мрежу. Мрежи је приступљено преко null сесије везе ка серверу који је био у власништу Tangis, који је хостован у Валвовој мрежи, и након секвенцијалних преноса ASP скрипте, резултовало је у цурење изворног кода игра и многих осталих датотека укључујући мапе, моделе и игриву верзију Half-Life-а 2 у септембру 2003. године. 2. октобра 2003. године, главни извршни директор Валва, Гејб Њуел, јавно је образложио догађаје који су се догодили уочи цурења, и замолио кориснике да покушају да пронађу извршитеље.
У јуну 2004. године, Валв је на конференцији за штампу изнео податак да је ФБИ ухапсио неколико људи за које се сумња да су учествовали у цурењу изворног кода. Валв је тврдио да је главни одговорни за цурење игре немачки злонамерни хакер Аксел "Аго" Гембе. Након цурења, Гембе је контактирао Гејбена путем е-мајла (прилажући материјал о будућем Е3 догађају). Њуел је наставио да води разговор са Гембеом, и Гембе је насамарен да Валв жели да га запосли као главног у обезбеђењу мреже. Понуђен му је лет до САД и планирано је да га ФБИ ухапси чим слети. Када је немачка влада постала свесна плана, Гембе је ухапшен у Немачкој, и суђено му је за цурење и још неколико рачунарких криминалних радњи у новембру 2006. године, укључујући и креирање Agobot-а, успешног тројанског вируса који је скупљао корисничке податке. Након суђења у новембру 2006. године, Гембе је осуђен на условну двогодишну казну. У изрицању пресуде, судија је узео у обзир неколико фактора као што је Гембеово тешко детињство и чињеница да је начинио кораке да побољша његову ситуацију.

## Издање
Једногигабајтни део Half-Life 2 је постао доступан за пре-учитавање на Стиму 26. авгута 2004. године. Ово је значило да корисници могу почети да скидају шифроване датотеке игрице на њихов рачунар пре него што је игра објављена. Када је дошао датум објављивања игре, муштерије су могле да плате за игру кроз Стим, чиме би откључали шифроване датотеке на њиховим рачунарима и одмах су у могућности да играју, без потребе да чекају да се скине цела игра. Период пре-учитавања је трајао неколико недеља.
Half-Life 2 је истовремено издат на Стиму, ЦД-у и DVD-у у неколико различитих издања. Преко Стима, Half-Life 2 је имао три издања које је корисник могао да поручи. Основна верзија("Bronze") садржи само Half-Life 2 и Counter-Strike: Source, док су "Silver" и "Gold" издања садржала и Half-Life: Source (портовани први део Half-Life и Day of Defeat на нови енџин). "Gold" издање је садржало и робу, као што је мајица, стратегијски водич и ЦД који је садржао звучну траку која је коришћена у Half-Life 2. И диск и Стим верзија захтевају Стим инсталиран и активан да би дошло до могућности играња.
Пробна верзија са величином датотека једног ЦД-а је касније објављена у децембру 2004. године на веб сајту произвођача графичких картица ATI Technologies, који се удружио са Валвом због игре. Пробна верзија садржи делове два поглавља: "Point Insertion" и "'We don't go to Ravenholm'". Ова пробна верзија је и сада доступна на Стиму. У септембру 2005. године, Electronic Arts је дистрибуирао "Game of The Year" издање Half-Life 2. У поређењу са иницијалним ЦД издањем Half-Life 2, "Game of The Year" издање садржи и Half-Life: Source.

## Наставци
Након објављивања Half-Life 2, Валв је објавио додатни ниво и два додатна "експанзиона" наставка. Ниво, који је објављен као Half-Life 2: Lost Coast, је узео место између нивоа "Highway 17" и "Sandtraps". Првенствено, он служи за приказ нове високо-динамичке опсежне технологије. Први експанзиони наставак, Half-Life 2: Episode One, се дешава одмах након догађаја у Half-Life 2, са играчом који поново преузима улогу Гордона Фримена и са Аликс Венс, која сада има много битнију улогу. Half-Life 2: Episode Two се наставља директно на крај Episode One, са Аликс и Гордоном који се пробијају до White Forest Missile базе која служи као склониште отпора. Трећа епизода је планирала у будућности, чиме би била завршена епизодична трилогија. У јуну 2006. године, Гејб Њуел је открио да су епизоде Half-Life-а 2 есенцијало Half-Life 3. Он као разлоги наводи да је боље да Валв периодично објављује епизодичне наставке, него да примора обожаватеље да чекају шест година на наставак.